# Ana II de Stolberg
Ana de Stolberg-Wernigerode (Stolberg, 28 de enero de 1504-Quedlinburg, 4 de marzo de 1574) fue una noble alemana que reinó como princesa-abadesa de Quedlinburg desde 1516 hasta su muerte. Fue elegida princesa-abadesa bajo el nombre de Ana II a la edad de doce años, sucediendo a Magdalena de Anhalt.

## Familia
Nació en Stolberg, siendo la mayor de las hijas y uno de los doce hijos del conde Bodo VIII de Stolberg-Wernigerode y de Ana de Eppstein-Königstein (1482-7 de agosto de 1538), hija de Felipe I de Eppstein-Königstein.

## Princesa-abadesa de Quedlinburg
Fue la primera abadesa protestante de Quedlinburg, habiendo abrazado el luteranismo en 1539. Ana no se atrevió a expresar su confesión evangélica durante el reinado del duque Jorge de Sajonia. No obstante, Jorge murió en 1539 y fue sucedido por su hermano protestante, Enrique IV, lo que dejó libertad a Ana II para públicamente expresar su fe luterana e introdujo la Reforma en Quedlinburg. Con ello, Ana II perdió algunos de los privilegios y jurisdicción que tradicionalmente disfrutaban las abadesas territoriales católicas. Sin embargo, la reforma permitió a Ana y a la comunidad la emancipación de la reclusión y la oportunidad de romper sus votos. La decisión de Ana II permitió a las mujeres de Quedlinburg abandonar la abadía y casarse si así lo elegían.
Ana, quien gobernaba un territorio considerable, estableció el luteranismo en todas las casas bajo su jurisdicción; el servicio del coro de la iglesia de la abadía fue abandonado y las oficinas monásticas se redujeron a cuatro, aunque los antiguos títulos oficiales permanecieron. Esto resultó en la abrogación de la religión católica en la Abadía de Quedlinburg.
Como princesa-abadesa, Ana II controlaba nueve iglesias, dos monasterios masculinos y un hospital. Durante su reinado, estableció un consistorio y fijó los salarios para los funcionarios de la escuela y la iglesia. Hizo jurar a todos los sacerdotes la Confesión de Augsburgo. Convirtió un monasterio franciscano en una escuela tanto para chicos como para chicas, aunque la orden puso objeciones a su decisión. A pesar de sus claros puntos de vista protestantes, tanto el Papa como el emperador del Sacro Imperio Romano Germánico le dieron permiso de elegir una abadesa coadjutora cuando expresó la necesidad de ayuda en sus últimos años.
Ana murió el 4 de marzo de 1574, a la edad de setenta años, y fue sucedida por la condesa Isabel de Regenstein-Blankenburg (Isabel II) al día siguiente.